# Accelerated processing unit
Accelerated processing unit (in italiano unità d'elaborazione accelerata, acronimo APU) è un sistema informatico d'elaborazione per il calcolo eterogeneo, che include capacità di elaborazione aggiuntive, progettate per accelerare uno o più tipi di calcoli al di fuori della componente CPU. Tale sistema può includere un'unità d'elaborazione grafica (GPU) utilizzata per il calcolo generico (GPGPU), un field-programmable gate array, o simili sistemi di elaborazione specializzati.

## Storia
Il termine APU fu utilizzato per la prima volta in un contesto pubblico nel  2006, per indicare il processo di accelerazione del flusso d'elaborazione dati. A priori era già stato utilizzato in varie presentazioni e business plan scritte da Joe Landman sull'informatica scalabile. Altri usi di questo termine sono da attribuire a Xilinx che utilizzava il termine per indicare un'unità di processo ausiliario.
Il 20 febbraio 2013, Sony, ha annunciato che la sua console di ottava generazione utilizza una unità APU come processore principale. Qualche giorno dopo è stato rivelato che l'APU di PlayStation 4 era la più potente fino ad allora progettata.

## Descrizione
Variazioni sull'utilizzo di questo termine comprendono un marketing il quale descrive l'APU come un dispositivo d'elaborazione che integra una CPU ed una GPU sullo stesso die, migliorando così la velocità di trasmissione dati tra tali componenti e riducendo i consumi complessivi.
L'APU può includere anche componenti dedicati all'elaborazione video e alla risoluzione di calcoli ad alta scalabilità. Alcuni esempi sono i progetti come Cell.